# الغيبة الصغرى
الغيبة الصغرى و تعني الغياب لمدة قصيرة. و في عقيدة المذهب الشيعي الاثنى عشري هو مصطلح يشير إلى الوقت الممتد من سنة 260هـ، أي عند شهادة الإمام الحادي عشر للشيعة  الحسن العسكري إلى وفاة السفير الرابع سنة 329هـ، ففي هذه المدة غاب محمد بن الحسن المهدي عن الأنظار، لكنه كان يتصل بشيعته عن طريق وكلاء خاصين يسمون بالسفراء، وعددهم أربعة هم عثمان بن سعيد العمري، وابنه محمد بن عثمان العمري، والحسين بن روح النوبختي، وعلي بن محمد السمري. وتسمى بالصغرى في مقابل الغيبة الكبرى التي بدأت سنة 329هـ بوفاة السفير الرابع علي بن محمد السمري، وهي مستمرة إلى الآن ولا يعلم أحد زمن ظهوره إلا الله تعالى.

## بداية الغيبة الصغرى
قضى الحسن العسكري إمامته-التي إمتدت من شهادة أبيه الهادي سنة 254هـ إلى شهادته سنة 260هـ- في خفاء عن شيعته وتقية من الحكام وذلك بسبب الإقامة الجبرية التي فرضتها عليه السلطة العباسية آنذاك المتمثلة بالمعتمد العباسي، ووجه إليه جواسيسه وعيونه وشدد عليه. ولهذا كان الشيعة لا يستطيعون الوصول إلى العسكري وكانوا يتصلون به من خلال وكلائه.
وتشير المصادر القديمة عند الشيعة إلى إن الحسن العسكري لم ينصب علانية ابنه للإمامة من بعده. بل إنه أشار إليه وعرفه إلى بعض المقربين منه. لأن المعتمد العباسي كان يبحث عن محمد بن الحسن المهدي كي يقوم باعتقاله أو قتله.
وقد أخفى الحسن العسكري ولادته ولم يطلع عليها إلا الخواص من أهل بيته وأصحابه.
وهناك الكثير من الروايات التي تؤكد ولادة المهدي وإن هناك الكثير من الشيعة ممن رأى ه وهذه الروايات منسوبة إلى السفير الثاني للمهدي محمد بن عثمان العمري، كما أن العسكري أتى بأربعين رجلا من أصحابة الذين يعتمد عليهم وأراهم ابنه المهدي.
حاول البعض أن يسخف عقيدة المهدي عند الشيعة من خلال الافتراء بالقول: إن الشيعة تعتقد أن المهدي غائب في داخل السرداب في سامراء وإنه سيخرج من هذا السرداب في آخر الزمان والذي يعرف عندهم بسرداب الغيبة الموجود في سامراء عند قبر أبيه الحسن العسكري وجده علي الهادي.
ولتوضيح هذه المسألة نقول: إن قبر علي الهادي و الحسن العسكري هو نفس البيت الذي كان يسكنه الهادي ومن بعده ابنه العسكري، وكان من عادة الناس في ذاك الزمان وإلى زمان قريب منا يحفرون سردابا في الأرض أسفل بيوتهم كي يقيهم حر الصيف وبرد الشتاء، وكذلك بيت الهادي في سامراء فيه سرداب من هذا القبيل.
وتسمية الشيعة لهذا السرداب بسرداب الغيبة لا يعنون من هذا الكلام أن المهدي مختفي في هذا السرداب، بل المراد أن آخر مرة شوهد فيها المهدي كان عند دخوله إلى هذا السرداب وبعد دخوله بدأت الغيبة والاحتجاب عن الأنظار، ويتصل بشيعته عن طريق نوابه الأربعة خلال فترة الغيبة الصغرى. كما أن عقيدة الشيعة:أن محمد بن الحسن المهدي يحضر موسم الحج في كل عام ولكن الناس لا يعرفونه أي إن غيبته بمعنى إخفاء شخصيته بين الناس لا إنه غير موجود، أو إنه مختفي في السرداب، ومن يريد التأكد من صحة هذه المعلومات عليه الذهاب إلى سامراء فسيجد السرداب مفتوحا أمامه وليس فيه أي شيء من هذه الأمور التي يطرحها بعض المغرضين.

## إرتباط الإمام بالشيعة
إن مسألة اتصال الشيعة بالمهدي اتخذت شكلا جديدا ألآ وهي: طريقة الاتصال به من خلال النواب الذين وضعهم واحدا بعد واحدا، وأول من عمل بنظام الوكالة من الأئمة هو جعفر الصادق وهي أشبه بنظام سري مرتبط بالإمام. وتطور نظام الوكالة في أيام الحسن العسكري حيث أصبح لايلتقي بالناس إلا عن طريق الوكلاء والإمام حاضر لاغائب، فلما انتقلت الإمامة إلى المهدي حصلت الغيبة ولا أحد يلتقي به إلا السفراءالخاصيين، وكان هذا فقط في الغيبة الصغرى، أما في الغيبة الكبرى فلا يوجد سفراء أو وكلاء خاصيين للمهدي.
والنواب الأربعة للمهدي في عصر الغيبة الصغرى هم:
عثمان بن سعيد العمري، سفير المهدي من بداية الغيبة الصغرى سنة 260هـ إلى وفاته سنة 265هـ.
محمد بن عثمان العمري، سفير المهدي من حين وفاة أبيه سنة 265ه إلى وفاته سنة 305هـ، أي أن سفارته للمهدي استمرت 40 سنة.
الحسين بن روح، سفير المهدي من سنة 305ه إلى وفاته سنة 326هـ.
علي بن محمد السمري، سفير المهدي من سنة 326ه إلى وفاته سنة 329هـ، وبوفاته انتهت الغيبة الصغرى.

## مدعي السفارة
جاء عند الطوسي-شيخ الطائفة- عند تعليقه على أبي بكر البغدادي أحد مدعي السفارة : «لأن عندنا أن كل من ادعى الأمر بعد السمري فهو كافر منمّس ضال مضل»